# Securities Exchange Act of 1934
Il Securities Exchange Act of 1934 è la legge federale degli Stati Uniti d'America che istituì la Securities and Exchange Commission e gettò le fondamenta della regolamentazione del mercato finanziario secondario (azioni, obbligazioni, strumenti di debito a tasso fisso) degli Stati Uniti e dei suoi operatori.
La norma completava il Securities Exchange Act of 1933, relativo al collocamento dei titoli nel mercato primario statunitense.

## Contenuto
Il testo definiva i mercati nei quali azioni, obbligazioni e note di debito erano fisicamente scambiati per tramite di agenti di cambio o di market maker che si interponevano come intermediari di domanda e offerta. Alcuni di questi mercati di scambio titoli e valori erano i New York Stock Exchange, il NASDAQ e il NYSE American. 
Fu introdotta la prima infrastruttura centralizzata per l'incontro della domanda e dell'offerta di mercato e per lo svolgimento delle negoziazioni. In precedenza, tale processo era condotto per telefono, in base alle informazioni quotidianamente raccolte sulla carta stampata. Ad esso si sovrappose successivamente il più noto circuito informatico chiamato NASDAQ.
La legge di concentrazione degli scambi e de controllo in capo alla SEC fu annacquata dal Maloney Act del 1938, che liberalizzò la costituzione di associazioni nazionali degli operatori di settore a cui superivsione era stata sotto la supervisione della SEC. Le associazioni erano legalmente riconosciute come corpi autonomi e muniti di poteri di autoregolamentazione. In prima istanza, veniva trasferito ad essi il potere di regolamentazione, vigilanza e controllo che cinque anni prima era stato assegnato alla SEC. La National Association of Securities Dealer (NASD) ebbe il compito primario di vigilare sui propri membri, broker e società, e quindi sull'intero NASDAQ. 
Nel 1996 la SEC accusò la NASD di anteporre l'interesse privato dei suoi soci costitutivi a quello pubblico di soggetto regolatore. A seguito di tali rilievi, fu attuata una separazione divisionale fra il ramo dell'associazione che rappresentava i broker e le loro società, rispetto al ramo incaricato di gestire il mercato del NASDAQ. Parallelamente alla SEC, nel 2007 fu creata la National Association of Securities Dealer, dall'unione della NASD col NYSE, che aveva già precedentemente acquisito l'American Stock Exchange (AMEX).

## Piattaforme alternative
Gli alternative trading system (ATS) sono un mercato di nicchia nel quale broker e reti private di tali professionisti, fragli altri partecipanti, si scambiano azioni e reperiscono facilmente liquidità. Tali mercati erano caratterizzati da bassi volumi unitari per singola transazione di scambio e totali, nonché da una bassa frequenza di scambio. Una regolamento della SEC entrato in vigore alla fine degli anni '90 richiedeva gli ATS di registrare i propri broker come mebri della National Association of Securities Dealer, registrarsi come mercato e operare come mercato non regolamentato, a patto di mantenersi al di sotto di determinate soglie prestabilite per legge.
La rete di comunicazioni elettroniche (Electronic Communications Network, ECN) rappresenta uno di questi mercati alternativi. Si tratta di una "scatola nera" in cui la compravendita di titoli azionari avviene in modo completamente anonimo e automatizzato. I trader utilizzano molteplici canali di compravendita (i mercati di scambio, l'infrastrttura NASDAQ, l'ECN o un ATS) per effettuare ordini di acquisto o vendita di grandi dimensioni, ad esempio per evitare il rischio che il prezzo di equilibrio quotidiano di un titolo potesse essere di molto alterato dall'invio di un ordine di compravednita di importo mutplo rispetto al volume medio degli scambi azionari (ancorché preceduto da un adeguato preavviso pubblico e per un tempo limitato ad alcune ore o minuti).

## Emittenti
La legge del 1933 riconosce l'importanza di una condivisione tempestiva delle informazioni per avere dei prezzi di mercato rappresentativi del reale valore delle azioni, i quali incorporino praticamente in tempo reale tutti gli elementi potenzialmente in grado di modificarne il corso futuro. Gli obblighi di informativa e di divulgazione erano limitati all'una tantum della dichiarazione di registrazione dell'emittente e del prospetto informativo di collocamento dei titoli.
La legge del 1934 estese tale requisito anche ai titoli negoziati nel mercato secondario. Lezioni 14 e 15 della legge obbligano le aziende aventi 500 azionisti e un attivo di bilancio superiore a 10 milioni di dollari debbano trsmettere alla SEC il modulo annuale 10-K e il modulo trimestrale 10-Q, resi liberamente consultabili nell'applicativo EDGAR gestito dalla stessa SEC. Le modifiche al perimetro dell'azienda (cessioni significative di asset), la nomina di un nuovo amministratore delegato o di una diversa società di certificazione e audit devono essere notificati alla SEC entro quattro giorni lavorativi mediante i moduli 8-K.

## Disposizioni antifrode
La sezione 17 della legge del 1933 già prevedeva la possibilità di citare in giudizio gli emittenti, ma la portata della norma non era determinata con precisione. La sezione 10(b) della legge del 1934 (e la corrispondente SEC Rule 10b-5) ampliarono il diritto di azione in giudizio nei confronti di un'emittente titoli o delle operazioni di collocamento azionario con attori (parti) di mercato correlati.
La sezione 10 (b) e la regola 10b-5 hanno permesso di peseguire penalmente casi di insider trading e di manipolazione dei prezzi di mercato sovra o sottostimati in msura significativa all'atto del collocamento borsistico.

## Esoneri regimi speciali
Gli esoneri e le dispense dagli obblighi di informativa societaria sono principalmente contemplati per motivi di sicurezza nazionale. Secondo la sezione 13(b)(3)(A), il presidente di un'agenzia o il vertice di un suo dipartimento possono esonerare le società da alcune obblighi comunemente ritenuti critici. Le obbligazioni derogabili includono la tenuta di libri, registri e rendiconti, nonché il mantenimento di un sistema di controllo di gestione interno idoneo ad assicurare l'appropriatezza delle transazioni finanziarie e la predisposizione di documenti finanziari in ottemperanza ai principi contabili generalmente accettati.
Il 5 gennaio 2006 il presidente degli Stati Uniti George W. Bush notificò al Federal Register l'atto di nomina di John Negroponte a primo delegato preposto ai poteri di deroga previsti dalla sezione 13(b)(3)(A). All'epoca, Negroponte era anche il direttore della United States Intelligence Community, il coordinamento di diciassette agenzie federali che disponevano di un ingente budget di spesa diretto a favore di contractor privati. 
I funzionari dell'amministrazione dichiararono a Business Week che a loro parere era la prima volta che un presidente degli Stati Uniti delegava una simile autorità a qualcuno al di fuori dello Studio Ovale.

## Emendamenti
Lo Small Cap Liquidity Reform Act of 2013 (H.R. 3448; 113th Congress) si proponeva di introdurre un programma pilota di interventi per la liquidità delle aziende emergenti in crescita (emerging growth companies) con ricavi lordi annui totali inferiori a 750 milioni di dollari, dando la copertura finanziaria per un premio azionario minimo pari a 5 o 10 centesimi di dollaro, comunque non inferiore all'incremento per unità di stock al quale tali azioni sarebbero state collocate.
Il voto era stato calendarizzato in aula per l'11 o il 12 febbraio 2014.